# Polonje
 Polonje  falu Horvátországban Zágráb megyében. Közigazgatásilag Szentivánzelinához tartozik.

## Fekvése
Zágrábtól 30 km-re, községközpontjától 4 km-re északkeletre, a Lónya folyó bal partján, az A4-es autópálya mellett fekszik.

## Története
A polonjei birtokot 1549-ben említik először. 1720-ban "Polonje Superior et Inferior" (azaz Felső- és Alsó Polonje) néven szerepel. A falunak 1857-ben 273, 1910-ben 478 lakosa volt. Trianonig Zágráb vármegye Szentivánzelinai járásához tartozott. 2001-ben 382 lakosa volt.

## Lakosság
| Lakosság változása | Lakosság változása | Lakosság változása | Lakosság változása | Lakosság változása | Lakosság változása | Lakosság változása | Lakosság változása | Lakosság változása | Lakosság változása | Lakosság változása | Lakosság változása | Lakosság változása | Lakosság változása | Lakosság változása |
| ------------------ | ------------------ | ------------------ | ------------------ | ------------------ | ------------------ | ------------------ | ------------------ | ------------------ | ------------------ | ------------------ | ------------------ | ------------------ | ------------------ | ------------------ |
| 1857               | 1869               | 1880               | 1890               | 1900               | 1910               | 1921               | 1931               | 1948               | 1953               | 1961               | 1971               | 1981               | 1991               | 2001               |
| 273                | 339                | 367                | 418                | 482                | 478                | 479                | 493                | 489                | 472                | 446                | 417                | 401                | 387                | 382                |

## Külső hivatkozások
- Szentivánzelina község hivatalos oldala
- Kalinski: Ojkonimija zelinskoga kraja. Zagreb. 1985.